# 안견기념관
안견기념관(安堅記念館)은 충청남도 서산시 지곡면에 있는 기념박물관으로, 화가 안견을 기념하여 세웠다.
《몽유도원도(夢遊桃源圖)》 영인본과 국립중앙박물관에 소장되어 있던 《사시팔경도(四時八景圖)》, 《소상팔경도(瀟湘八景圖)》, 《적벽도(赤壁圖)》 등 총 18점의 모사품이 전시되어있다.

## 개요
안견(安堅)은 조선 초기의 화가로, 대표작으로 안평대군을 위해 그린 《몽유도원도》 등이 있다.
1619년(광해군 11) 한여현(韓汝賢)이 간행한 『호산록(湖山錄)』에 안견의 출신지가 서산군 지곡면 사실이 밝혀졌다.
서산시민들은 "일본에 유배돼 있는 몽유도원도를 우리 손으로 되찾아 안견 선생의 위업을 계승하자"는 운동이 활발히 펼쳐졌다. 안견기념사업회(회장 조규선(曺圭宣))가 '안견기념관건립계획'을 추진하면서 위와 같은 운동이 더욱 활발하게 전개되고 있었다. 이에 이 지역 출신 인사들도 이 운동에 합세하였다. 또, 충청남도지사였던 심대평 지사도 지원을 약속했다.
1991년 안견기념관 개관식을 가졌다.
기념관은 사업비 2억 2,000여 만원을 들어 지곡면 화천리 대지 400평에 80평 건물을 세워 만들었다.

## 시설

### 관람 시간
- 매일 09:00 - 18:00

### 휴관일
- 매주 월요일, 공휴일

### 입장료
- 무료

그 외 주차장과 남/녀 화장실이 구비되어 있다.